# Dominique Ndjeng
Dominique Ndjeng (* 4. November 1980 in Bonn) ist ein ehemaliger deutsch-kamerunischer Fußballspieler.

## Karriere
Ndjeng, der meist in der Defensive eingesetzt wird und dem Nachwuchs von Fortuna Bonn entstammt, wechselte über die Jugend des Bonner SC mit 15 Jahren zum 1. FC Köln. Für dessen zweite Mannschaft spielte er ab 1999 zunächst in der Oberliga Nordrhein und nach dem Aufstieg 2002 für weitere zwei Jahre in der Regionalliga Nord. 2004 vollzog er den Wechsel zum Zweitligisten LR Ahlen, für den er in zwei Spielzeiten 25 Punktpartien bestritt. Nach dem Ahlener Abstieg 2006 unterschrieb er einen Vertrag beim Drittligisten VfL Osnabrück. Am 2. Juni 2007 stieg er mit dem VfL in die 2. Bundesliga auf. Zur Saison 2008/09 wechselte er zur TuS Koblenz. Im März 2010 absolvierte er sein letztes offizielles Ligaspiel für die Koblenzer. Im Oktober 2010 verpflichtete der SC Preußen Münster den zu dieser Zeit vertragslosen Spieler bei einer Vertragslaufzeit über anderthalb Jahre bis Juni 2012. Mit den Preußen stieg Ndjeng 2011 als Meister der Regionalliga West in die 3. Liga auf, dort kam er in der Saison 2011/12 jedoch nur noch zu fünf Einsätzen. Nach Ablauf der Spielzeit unterschrieb der gebürtige Bonner beim SC Fortuna Köln, der in der Saison 2012/13 in der Regionalliga West antrat. Zum Saisonende verließ er die Fortuna wieder und beendete danach seine aktive Karriere.

## Bemerkenswertes
Ndjeng war als Vertreter der Fußball-Regionalliga West im Spielerrat der Spielergewerkschaft Vereinigung der Vertragsfußballspieler (VdV).
Neben seiner Tätigkeit als Fußballer studiert er Kulturwissenschaften an einer Fernuniversität. 
Sein Bruder Marcel ist ebenfalls aktiver Fußballspieler und spielt aktuell für den spanischen Drittligist Atlético Baleares. Von 2008 bis 2011 war er für die kamerunische Nationalmannschaft im Einsatz.